# Svar med amatörfoto
Svar med amatörfoto (danska: Billet Mrk.) är en dansk dramafilm från 1946 i regi av John Price och med Ellen Gottschalch i huvudrollen. Den handlar om en kvinna i början av 40-årsåldern som driver ett eget strykeri och svarar på en kontaktannons. Filmen bygger på romanen Svar med amatörfoto av Waldemar Hammenhög. Den producerades av Palladium och är 101 minuter lång. Biopremiären i Danmark skedde 14 januari 1946.

## Rollista
- Ellen Gottschalch som Marie Jantzen, innehaverska av ett strykeri
- Gunnar Lauring som Georg Tingbo
- Erni Arneson som Agnes Solberg, strykerska
- Petrine Sonne som Sofie Olmgaard, strykerska
- Adelheid Nielsen som Bertha Andersen, strykerska
- Olaf Nordgreen som Viggo Astrup, reklamteknare
- Lise Thomsen som Gurli Steen
- Jakob Nielsen som Holger Ramløv, styrman
- Lily Weiding som Asta, Ramløvs syster
- Thorkild Roose som Henrik Martens, advokat
- Agnes Thorberg Wieth som fru Martens
- Minna Jørgensen som fru Sandvig
- Karl Goos som redaktör Martinsen
- Einar Dalsby som fabrikant Tharlow
- Charles Wilken som vicevärden
- Tove Maës som Else Teisen, kontorsdam
- Margrethe Schanne som Rosa, stadsflicka
- Henny Lindorff som fru Mølvig, pensionatsvärdinna
- Ingeborg Pehrson som Alvilda Mortensen